# Christoph Ohler

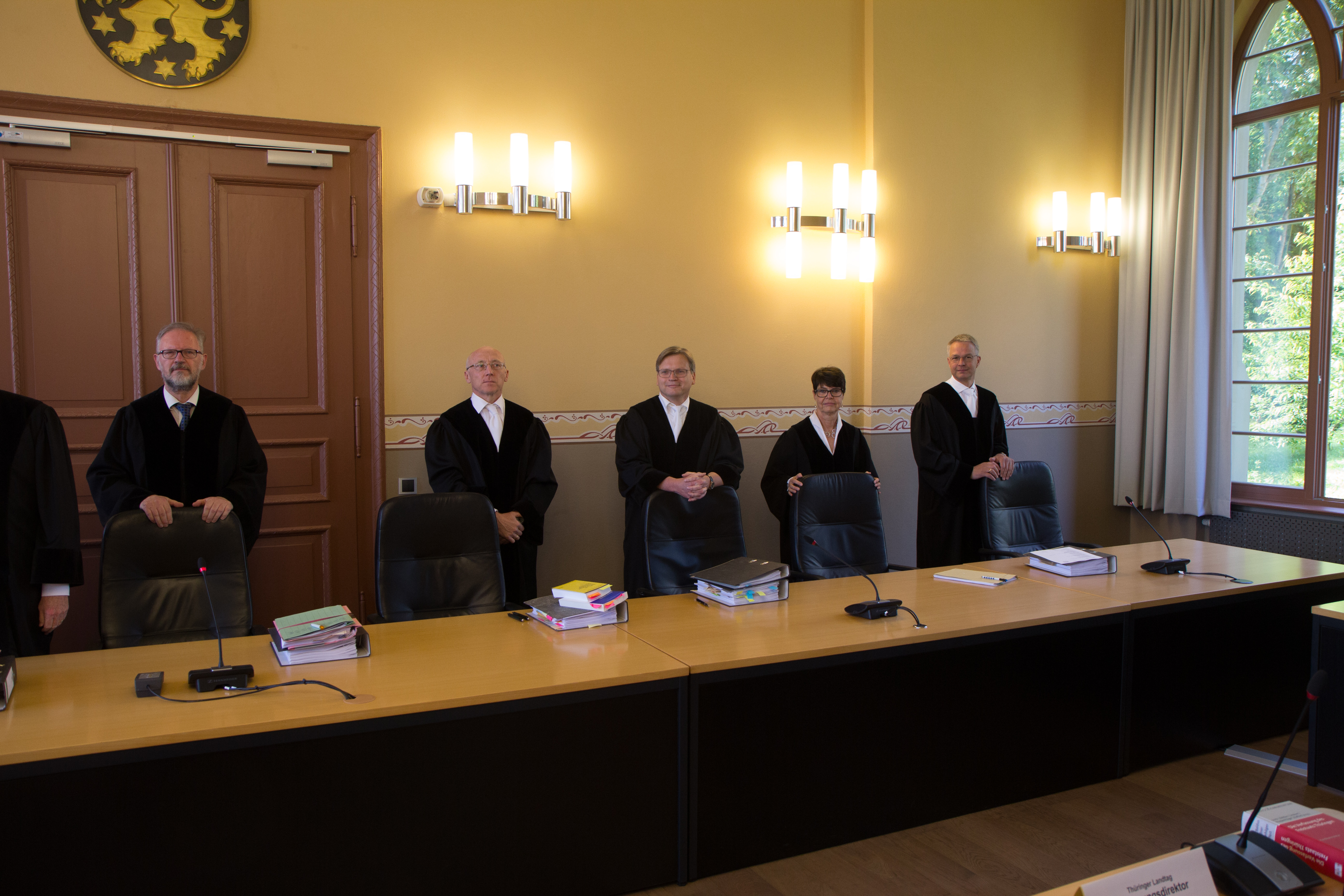
Christoph Ohler ganz rechts

Christoph Ohler (* 23. Dezember 1967 in München) ist ein deutscher Rechtswissenschaftler und Hochschullehrer.

## Leben
Ohler studierte Rechtswissenschaft an der Universität Bayreuth. Dort absolvierte er 1993 das Erste Staatsexamen. 1994 erwarb er am Europakolleg Brügge einen LL.M. und kehrte anschließend an die Bayreuther Universität zurück, an der er mit der Dissertation Die fiskalische Integration in der Europäischen Gemeinschaft zum Dr. jur. promoviert wurde. Im Jahr darauf absolvierte er das Zweite Staatsexamen und wurde Rechtsanwalt in Frankfurt am Main. Von 1999 bis 2002 war er wissenschaftlicher Assistent an den Universitäten Passau und Bayreuth, bevor er von 2003 bis 2005 durch den Bayerischen Habilitationsförderpreis gefördert wurde. Seine Habilitation erfolgte 2005 an der Ludwig-Maximilians-Universität München mit der Arbeit Die Kollisionsordnung des allgemeinen Verwaltungsrechts: Strukturen des deutschen internationalen Verwaltungsrechts. Er erhielt die Venia legendi für Öffentliches Recht, Europarecht, Völkerrecht und Finanzrecht und war anschließend Privatdozent.
Ohler erhielt zum Sommer 2006 einen Ruf als ordentlicher Professor an die Universität Jena. Dort wurde er Inhaber des Lehrstuhls für Öffentliches Recht, Europarecht, Völkerrecht und Internationales Wirtschaftsrecht an der Rechtswissenschaftlichen Fakultät. 2011 lehnte er einen Ruf auf den Lehrstuhl für Europarecht, Völkerrecht und Öffentliches Recht an die Universität des Saarlandes ab.
Ohler war von 2010 bis 2015 stellvertretendes Mitglied und ist seit 2015 ordentliches Mitglied des Thüringer Verfassungsgerichtshofes.
Seit dem 14. Juni 2023 ist er Dekan der Rechtswissenschaftlichen Fakultät der Friedrich-Schiller-Universität Jena.

## Werke (Auswahl)
- Bankenaufsicht und Geldpolitik in der Währungsunion. C.H. Beck, München 2015, ISBN 978-3-406-66087-0.
- Die Kollisionsordnung des allgemeinen Verwaltungsrechts: Strukturen des deutschen internationalen Verwaltungsrechts. Mohr, Tübingen 2005, ISBN 978-3-16-148647-0.
- mit Rudolf Streinz und Christoph Herrmann: Die neue Verfassung für Europa: Einführung mit Synopse. C.H. Beck, München 2005, ISBN 978-3-406-51978-9 (ab 2008: Der Vertrag von Lissabon zur Reform der EU).
- Europäische Kapital- und Zahlungsverkehrsfreiheit: Kommentar zu den Artikeln 56 bis 60 EGV, der Geldwäscherichtlinie und Überweisungsrichtlinie. Springer, Berlin 2002, ISBN 978-3-540-43495-5.
- Die fiskalische Integration in der Europäischen Gemeinschaft. Nomos, Baden-Baden 1997, ISBN 978-3-7890-5063-3.